# Dispio magnus
Dispio magnus är en ringmaskart som först beskrevs av Francis Day 1955.  Dispio magnus ingår i släktet Dispio och familjen Spionidae. Inga underarter finns listade i Catalogue of Life.